# Capoeta buhsei
 Capoeta buhsei és una espècie de peix cipriniforme de la família dels ciprínids que es troba al llac Namak (Iran).